# Parroquia de la Inmaculada Concepción (Zumpango)
La parroquia de la Inmaculada Concepción es el templo católico del pueblo de Zumpango de Ocampo, en el municipio de Zumpango. Ha pertenecido desde siempre a la Diócesis de Cuautitlán, en el estado de México. Esta iglesia se encuentra en la cabecera municipal, junto a la plaza principal o zócalo.